# Новакович, Бояна
Бо́яна Нова́кович (серб. Бојана Новаковић, англ. Bojana Novakovic, род. 12 июля 1981) — сербская и австралийская актриса.

## Жизнь и карьера
Новакович родилась в Белграде, Югославия, и в семилетнем возрасте с семьей переехала в Австралию. В 2002 году она окончила Национальный институт драматического искусства со степенью бакалавра в области драмы. Ранее она появилась в ряде австралийских телевизионных шоу, а на большом экране появилась в фильмах «Маска обезьяны» (2000), «Сражённые наповал» (2004) и «Оптимисты» (2006). Она выиграла премию Австралийской академии кинематографа и телевидения за роль в мини-сериале 2003 года «Отмечая время» и в 2010 году номинировалась за роль в кинофильме «Возмездие».
В 2003 году, Новакович основала собственную театральную компанию Ride On Theatre, наибольшим успехом которой стала пьеса 2011 года «Мэри Маклейн», написанная актрисой. В дополнение к этому она переместилась в США, где снялась в нескольких фильмах, включая «Затащи меня в ад» (2009), «Возмездие» (2010), «Дьявол» (2010) и «Трое в Нью-Йорке» (2011). В 2014 году, Новакович сыграла главную женскую роль в недолго просуществовавшем сериале Fox «Рейк», а следом получила заглавную роль в пилоте ABC «Агата». В 2017 сыграла главную роль в фильме «Скайлайн 2».

## Фильмография
| Год       |   | Русское название                              | Оригинальное название     | Роль                     |
| --------- | - | --------------------------------------------- | ------------------------- | ------------------------ |
| 1997      | ф | Чёрная скала                                  | Blackrock                 | Трейси Уорнер            |
| 1997      | с | Школа разбитых сердец                         | Heartbreak High           | Таша                     |
| 1998—1999 | с | Дикая сторона                                 | Wildside                  | Вильдана Азимович        |
| 1999      | ф | Странные порывы страсти                       | Strange Fits of Passion   | Джая                     |
| 1999      | с | Большое небо                                  | Big Sky                   | Лейса                    |
| 1999      | с | Зов убийцы                                    | Murder Call               | Софи Мисфад              |
| 1999      | с | Все святые                                    | All Saints                | Рэйчел Карпентер         |
| 2000      | ф | Маска обезьяны                                | The Monkey’s Mask         | Тианна                   |
| 2000      | с | Водяные крысы                                 | Water Rats                | Сара Шрайбер             |
| 2003      | с | Отмечая время                                 | Marking Time              | Рэнда                    |
| 2004      | ф | Сражённые наповал                             | Thunderstruck             | Анна                     |
| 2004—2005 | с | Повара                                        | The Cooks                 | Раффа                    |
| 2006      | ф | Соло                                          | Solo                      | Билли Финн               |
| 2006      | ф | Оптимисты                                     | The Optimists             | Марина                   |
| 2007—2009 | с | Наслаждение                                   | Satisfaction              | Типпи                    |
| 2008      | ф | Семь жизней                                   | Seven Pounds              | Джули                    |
| 2009      | ф | Затащи меня в ад                              | Drag Me to Hell           | Иленка Гануш             |
| 2010      | ф | Возмездие                                     | Edge of Darkness          | Эмма Крэйвен             |
| 2010      | ф | Дьявол                                        | Devil                     | Сара Каравэй             |
| 2010      | ф | Стрижка                                       | Skinning                  | Мина                     |
| 2011      | ф | Горящий человек                               | Burning Man               | Сара                     |
| 2012      | ф | Помогите стать отцом                          | Not Suitable for Children | Ава                      |
| 2012      | ф | Король мёртв!                                 | The King Is Dead!         | Тереза                   |
| 2012      | ф | Трое в Нью-Йорке                              | Generation Um…            | Вайолет                  |
| 2013      | ф | Земля Чарли                                   | Charlie’s Country         | офицер                   |
| 2014      | ф | Маленькая смерть                              | The Little Death          | Мэйв                     |
| 2014      | с | Рейк                                          | Rake                      | Микаэла «Микки» Партридж |
| 2015      | ф | Из тьмы                                       | The Hallow                | Клэр Хитченс             |
| 2015—2016 | с | Бесстыжие                                     | Shameless                 | Бьянка Сэмсон            |
| 2016      | с | Мир Дикого Запада                             | Westworld                 | Марти                    |
| 2017      | ф | Тоня против всех                              | I, Tonya                  | Доди Тичман              |
| 2017      | ф | Скайлайн 2                                    | Beyond Skyline            | Одри                     |
| 2018      | ф | Зло                                           | Malicious                 | Лиза                     |
| 2018—2019 | с | Инстинкт                                      | Instinct                  | детектив Лиззи Нидам     |
| 2020      | ф | Хищные птицы: Потрясающая история Харли Квинн | Birds of Prey             | Эрика Мэнсон             |
| 2020      | с | Операция Буффало                              | Operation Buffalo         | Молли                    |
| 2021      | с | Новый агент Макгайвер                         | MacGyver                  | Аня Витез                |
| 2021      | с | Люби меня                                     | Люби меня                 | Клара Мэтисон            |